# Hoplismenus bispinatorius
Hoplismenus bispinatorius är en stekelart som först beskrevs av Carl Peter Thunberg 1822.  Hoplismenus bispinatorius ingår i släktet Hoplismenus och familjen brokparasitsteklar. Arten är reproducerande i Sverige. Utöver nominatformen finns också underarten H. b. nigroscutellatus.

## Bildgalleri

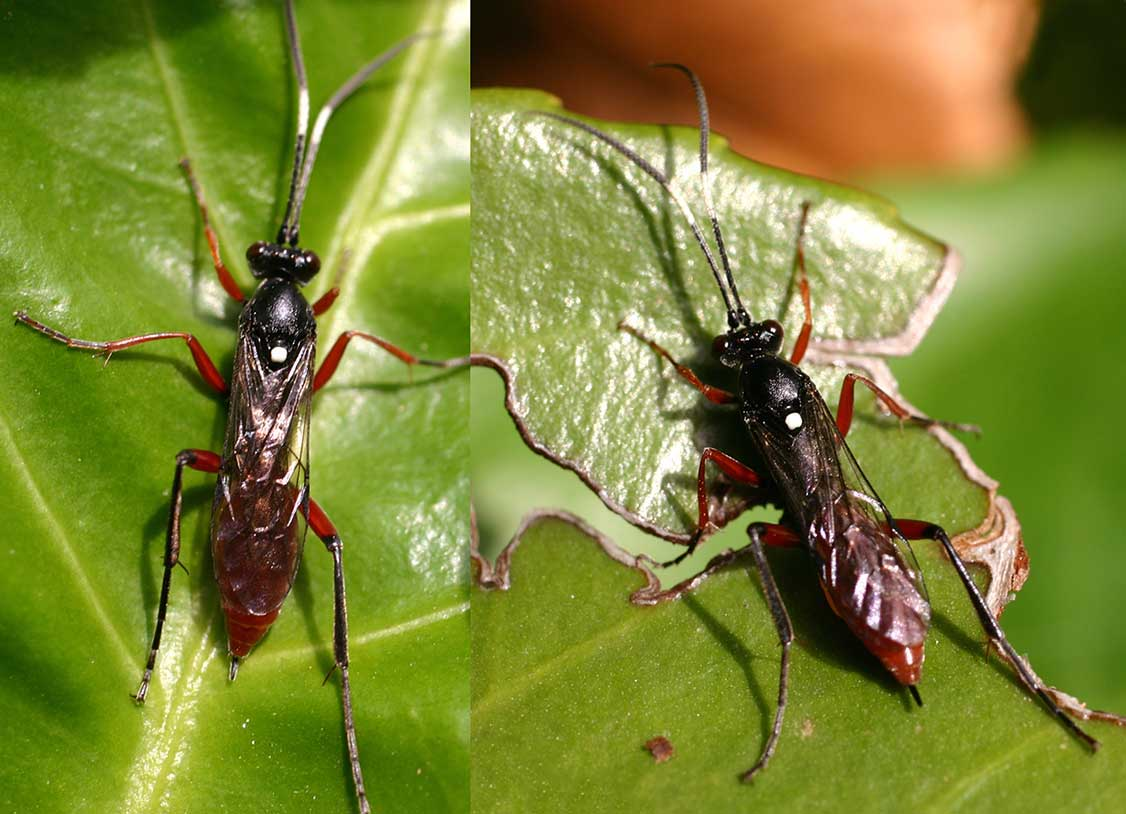